# Синя чинка
Синя чинка (Fringilla teydea) е вид птица от семейство Чинкови (Fringillidae). Видът е почти застрашен от изчезване. Тя е символ на животните, на остров Тенерифе.

## Разпространение и местообитание
Разпространен е в Испания.